# Helge Rørtoft-Madsen
Helge Rørtoft-Madsen (født 1944) er en dansk gymnasielærer, præst, forfatter, foredragsholder og debattør.
Madsen har været gymnasielærer ved Struer Statsgymnasium og sognepræst i det daværende Tolstrup-Stenum Pastorat vest for Brønderslev, samt i Boholte Sogn i Køge.

## Forfatter, debattør og foredragsholder
Som den første i Danmark gjorde Helge Rørtoft-Madsen i 1998 med bogen Hånden i hvepsereden opmærksom på EU's kirke- og religionspolitiske bestræbelser på at integrere kirkerne og de religiøse trossamfund i forhold til EU's traktatgrundlag og politiske virke. Den første bog blev fulgt op af yderligere to bøger, samt bog- og tidsskriftartikler til opfølgende belysning
af den kirke- og religionspolitiske intregrationsproces frem til og med Lissabontraktaten. I forlængelse af bogudgivelserne blev han kendt som EU-kritisk debattør i nogle landsdækkende aviser især om emnet kirken-i-EU.
I 2006 udgav han sammen med Knud Munck en antologi om Ebbe Kløvedal Reichs virke og forfatterskab.
Som foredragsholder har Helge Rørtoft-Madsen holdt kirkelige, folkelige og litterære foredrag især om N.F.S. Grundtvig, Søren Kierkegaard, Fjodor Dostojevskij, Niels Larsen Stevns, Suzanne Brøgger, Ebbe Kløvedal Reich, samt sine egne bøgers emner om kirken-i-EU.

## Politisk aktivitet
Helge Rørtoft-Madsen har været aktivt medlem af JuniBevægelsen, samt siddet i koordinationsudvalget til Borgerinitiativet Ja til Europa, Nej til EU, og opstillede i 2008 som kandidat til Europa-Parlamentet for Folkebevægelsen mod EU.
Han er en af initiativtagerne til, samt koordinator for sagsøgerne i retssagen mod Regeringen Anders Fogh Rasmussen III for brud på Grundloven ved at tiltræde Lissabontraktaten uden folkeafstemning. Endelig er han medlem af Folkeafstemningskomite2010s styrelse.